# 吉田万里子 (プロレスラー)
吉田 万里子（よしだ まりこ、1970年2月15日 - ）は、日本の元女子プロレスラー。本名：盛田 万里子（もりた まりこ）、旧姓：吉田（よしだ）。

## 所属
- 全日本女子プロレス（1988年 - 1997年）
- アルシオン（1997年 - 2003年）
- メジャー女子プロレスAtoZ（2003年）
- フリーランス（2003年 - 2005年）
- エスオベーション（2005年 -2017年）

## 来歴
1988年、全日本女子プロレスに入団。1992年メキシコに短期遠征し、グラン・アパッチェ等の下でルチャリブレの技術を学んだ。帰国後、三角跳びプランチャなどの「マリポーサ殺法」と呼ばれた高度な空中技で注目され「好感度No.1」の評価を得た。
1992年7月5日、後楽園ホールでのジャパン・グランプリ公式戦で、同期の井上京子と対戦。この試合ではルチャをベースにした京子と吉田のレスリング・センスが発揮された、明るさ・楽しさと激しさが並び立った好試合であった。会場内で鬼ごっこしたり、トペ・スイシーダにいこうとした京子を、リングの下を潜って反対側に行ったり、コーナーにレフェリーの村山大値と京子を追い込んで、京子にかけるつもりが京子に逃げられて、村山にバンザイ型のモンキー・フリップを敢行、すかさず京子がカウント3を入れる、といった多くの見せ場があった。試合結果は30分フルタイムの引き分け。
1992年10月、頸椎損傷を負い、以後1年10か月に及ぶ長期欠場を強いられる。この間にUWFインターナショナルの試合を観戦したのがきっかけで、空中技主体から関節技主体へファイトスタイルを変えることを決意、藤原喜明の門を叩く。
1994年8月に実戦復帰を果たすが、体調の問題や、自身の方向性と全女フロントの意向との板ばさみになるなどの要因から、同期の井上京子、井上貴子に比べ精彩を欠く、1997年2月6日にレディ・アパッチェを破りCMLL世界女子王座を奪取。同年9月には全女退社、アルシオン入団を機に空中技を封印。サブミッション・レスラーに転身した。
1999年3月31日、門恵美子との試合中に後頭部から落下した門が昏睡状態に陥り、4月9日に死去した。
アルシオンではアジャ・コングや浜田文子らを破ってシングルタイトル「クイーン・オブ・アルシオン」の初代王者に就き、サンビスト藤井惠との異種格闘技戦（2003年5月24日）を敢行。リング外でも選手会長などの要職に就いた。
2003年7月にアルシオンが堀田祐美子率いるZ-SPIRITSに吸収されAtoZになるとそのままスライド入団するが、方向性の相違から同年12月に退団。
2004年4月、アルシオン旗揚げ時のメンバーである大向美智子や直弟子のAKINO、中西百重らとフリーランス集団M's Styleを結成。
2005年、米国カリフォルニア州を本拠地とする「オール・プロレスリング」という団体の主催する女子プロレスラーの選手権『チックファイト』に参戦し、最終的にチアリーダー・メリッサを破って優勝者の座に輝いた。翌2006年にもこの大会に参戦し、ミッキー・ナックルズを破って優勝している。
2005年の6月に初の主催興行「息吹」を開催。その際、吉田による任意団体とはせず、運営管理をチケット販売会社「株式会社エスオベーション」に委託し、同社は「息吹事務局」を発足させた。「息吹」では当初はやはりメインイベントを張ることが多かったが、2007年3月18日の第13回を最後にメインを退いた。その後は中盤に出ることが多くなり、8月5日の第16回では遂に第1試合に登場した。その後、2008年を最後に選手活動を一時休止し、以降は「息吹」のプロデューサーに専念する。
2009年5月、「体幹チューニング」カラダ調律師の資格を取得し、インストラクターとして活動する。
2011年、井上京子らにより旗揚げされる「ワールド女子プロレス・ディアナ」で選手復帰。ただし、引き続きインストラクター活動も継続するため不定期での出場。
全女時代にはレフェリーとして試合を裁いたこともあり、息吹でもレフェリーとしてリングに上がる場合もあった。
因みに、フジテレビアナウンサーの西山喜久恵とは同郷・同窓生であり、中学時代からの親友関係にある。選手名鑑での「好きな有名人」のアンケートでは、必ずと言っていいほど西山の名前が挙がる。
人柄から吉田を慕う後輩女子レスラーは多く、後輩レスラーらと一緒に練習をしており、専門誌などでは「吉田道場」と呼ばれている。
2014年7月からは先輩のブル中野が経営する飲食店『中野のぶるちゃん』のスタッフとして手伝っている。
2016年、ワールド女子プロレス・ディアナにて、新人で全女のファンである池野真奈美のデビュー戦の対戦相手を務め勝利する。
2017年11月19日に新宿FACEで引退興行を行い、29年間のプロレスラー人生に幕を閉じた。
2018年、運動機能治癒改善法フェルデンクライスメソッド国際公認 「フェルデンクライス プラクティショナー」の認証を取得。2020年活動拠点を地元の広島県尾道市に移しプラクティショナーとして活動している。

## 主な得意技
水平投げ
雪崩式DDT
側転エルボーアタック
カベルナリア
三角飛びプランチャ
場外に向けて飛ぶ場合はプランチャ、リング内の相手に向けて飛ぶ場合はボディ・プレスとなる。
バンザイ式のモンキー・フリップ
必ずバンザイをするので有名、同期の井上京子によれば、必ず「ヨワイショ!」というかけ声をかけてこの技に入っていたという。（ビデオ解説で京子は、「今度からこの技が出るときは、みんなで『ヨワイショ!』と言いましょう」と言っていた。）
バンザイ式の回転エビ固め
バンザイ式モンキー・フリップと並んで、吉田が全女時代に最も得意としていた技の一つ。
側転
厳密には技とは言えないが、相手の技をかわすときなどさまざまな局面で繰り出しては観客の喝采を浴びていた。
ラ・マヒストラル
全女退団後も使用していたが、全女時代も時折見せていた。
以上は全女時代に使用。
蜘蛛絡み
エアレイドクラッシュ
ペディグリー
腕ひしぎ十字固め

## 獲得タイトル
- 全日本シングル王座
- 全日本タッグ王座（パートナーは玉田りえ）
- クイーン・オブ・アルシオン王座
- ツインスター・オブ・アルシオン王座（パートナーはアジャ・コング、ライオネス飛鳥）

## 入場テーマ曲
- FABLE（ROBERT MILES）